# Auguste Rodin
François Auguste René Rodin, francoski kipar, * 12. november 1840, Pariz, Francija, † 17. november 1917, Meudon.
Velja za začetnika modernega kiparstva, pri čemer pa se ni načrtno uprl konvencijam. Imel je velik talent za oblikovanje dinamičnih, razčlenjenih skulptur v glini, kar je bilo v nasprotju s takrat uveljavljenim figurativnim slogom. Osredotočal se je na realistično upodabljanje teles in individualnost namesto tradicionalnih mitoloških in alegoričnih motivov, zaradi česar so ga za časa življenja pogosto kritizirali, a se je uveljavil kot umetnik in postal do leta 1900 svetovno znan.
Risati je začel že pri desetih letih. V Louvre je pogosto zahajal, tam pa je natančno opazoval in skiciral številna antična delna. Z dobrim tehniškim znanjem se je poskušal vpisati na ugledno Ecole nationale des beaux-art, kjer so ga kljub trem poskusom zavrnili. Nekateri avtorji Rodinovih biografij navajajo kot vzrok težave z očmi, sam pa je bil mnenja, da so bile te zavrnitve, že takrat odraz njegovega drugačnega pogleda na umetnost: "Prizadeval sem si prikazati odraz narave. Interpretiram jo tako, kot jo vidim, glede na svoj temperament, občutljivost, glede na občutke, ki jih vzbuja v meni.".
Rodin je nekaj časa delal v tovarni porcelana v mestu Sevres, preživljal pa se je tudi z ustvarjanjem različnih štukatur in drugega arhitekturnega okrasja za pariške arhitekte. Ob delu za preživetje, pa ni nikdar pozabil na svojo lastno umetniško ustvarjanje. Na začetku svoje umetniške poti se je izobraževal pri kiparju Antoine-Louisu Baryeju.
Leta 1880 je zmagal na natečaju pariškega Muzeja dekorativnih umetnosti in pričel z ustvarjanjem Vrat pekla. Motiv za to delo je črpal iz Dantejeve Božanske komedije, sama vrata pa merijo v širino štiri metre, v višino pa šest. Tega velikega dela mu nikoli ni uspelo dokončati, so se pa iz posameznih elementov oblikovale številne mavčne predloge, katere najdemo v številnih zbirkah po svetu. Med njimi je zagotovo najbolj znan Mislec in Tri sence.
Rodin je zaradi svojega novega pristopa k oblikovanjem skulptur postal najvplivnejši kipar 20. stoletja in napovedovalec novega obdobja v umetnosti. Njegova dela so bila polna realističnih slogovnih elementov, ki so v tedanjem času nasprotovala akademskemu klasicizmu,ki je poudarjal idealizirane skulpture in odmik od realnega sveta.